# Trichocentrum candidum
Trichocentrum candidum är en orkidéart som beskrevs av John Lindley. Trichocentrum candidum ingår i släktet Trichocentrum och familjen orkidéer. Inga underarter finns listade i Catalogue of Life.